# X BitMap
X BitMap — в компьютерной графике текстовый формат для монохромных изображений, применяется в X Window System для хранения изображений курсоров и иконок, используемых в X GUI.

## Формат
```
#define test_width 16

#define test_height 7

static
 
char
 
test_bits
[]
 
=
 
{

0x13
,
 
0x00
,
 
0x15
,
 
0x00
,
 
0x93
,
 
0xcd
,
 
0x55
,
 
0xa5
,
 
0x93
,
 
0xc5
,
 
0x00
,
 
0x80
,

0x00
,
 
0x60
 
};

```

Заголовок XBM-файла имеет две или четыре директивы #define. Первые две задают высоту и ширину растрового изображения в точках. Другие две, если присутствуют, задают позицию «горячей» точки. («Горячая» точка используется, например, в файле, описывающем изображение курсора).
Каждая точка представлена одним двоичным разрядом (битом). Точка чёрная, если в разряде логическая единица, и белая, если логический ноль. Каждый байт массива содержит информацию о восьми точках. Верхняя левая точка растрового изображения представлена младшим разрядом первого байта массива.
Если ширина изображения не кратна 8, то механизм обработки изображения отбрасывает лишние разряды в последнем байте каждой строки.

## Поддержка в веб-браузерах
Некоторые браузеры всё ещё поддерживают отображение XBM. Это пережиток ранних дней всемирной сети, когда XBM был минимальным непроприетарным форматом изображений. Поддержка XBM была исключена из Internet Explorer 6 и Mozilla Firefox 3.6, хотя он всё ещё поддерживается в некоторых других браузеров, включая Safari и Opera.
Браузер Arena полностью поддерживает этот формат, начиная с версии 0.3.34 (25 июля 1997)